# Теста, Пьетро
Пье́тро Те́ста (итал. Pietro Testa; 1611, Лукка, Тоскана — 1650, Рим) — итальянский художник эпохи барокко: рисовальщик, живописец, гравёр и писатель академического направления. Получил прозвание «Иль Луккезино» (итал. Il Lucchesino) по месту рождения — городу Лукка, но свои работы подписывал латинизированным именем: «Petrus Testa Lucentinus» (игра слов: итал. Testa  Lucchesе — Луккская голова; Il Lucchesino — «закрывший рот, молчун»; лат. lucensis — житель города Лукка; лат. lucentis — светлый, ясный).
Помимо серии картин маслом и фресок, он создал множество рисунков и гравюр на аллегорические, религиозные и мифологические сюжеты. Пьетро Теста намеревался написать трактат об искусстве, делая много заметок («Дюссельдорфская записная книжка»), но судьба не позволила ему это сделать.

## Жизнь и творчество
Пьетро был сыном Джованни ди Бартоломео, простого торговца сырьём, и Барбары. В семье было ещё пятеро детей. Пьетро уже в ранние годы обнаружил склонности к рисованию и получил первые уроки у Пьетро Паолини.
Около 1628 года Пьетро Теста отправился в Рим и стал учеником Доменикино, живописца болонской школы. Первую поддержку юноша получил в Конгрегации Лукканцев (Congregazione dei Lucchesi) в церкви «Святого Креста и Святого Бонавентуры общины лукканцев» (Chiesa di Santa Croce e San Bonaventura dei Lucchesi) в районе Треви. В Риме он делал зарисовки античных зданий, статуй, рельефов. Эти зарисовки, вместе с работами других художников, использовались для иллюстраций так называемого «Музея-Картотеки», или «Бумажного музея» (лат. Museum Cartaceum), который создавали учёный и меценат Кассиано даль Поццо и его брат Карло Андреа — собрание документов и свидетельств, освещавших все стороны жизни, быта, культуры и политики античного Рима. Рисунки Пьетро Тесты собирал коллекционер произведений искусства маркиз Джустиниани.
В 1631 году Доменикино переехал из Рима в Неаполь, а Пьетро Теста присоединился к мастерской живописца и архитектора Пьетро да Кортона. Пьетро Теста ценил своего первого учителя и в своих заметках называл его художником, который «заставляет сиять не только Болонью, но и весь век» (итал. che tutto questo secolo non che Bologna rende chiarissimo). Отношения с Кортоной не были такими счастливыми и, вероятно, продлились всего несколько месяцев.
Между тем Пьетро Теста дважды покидал Рим и ездил в Лукку в 1632 и 1637 годах. Во время его первого пребывания городской магистрат поручил ему написать фрески в здании магистрата (Palazzo degli Anziani). Поскольку у него ещё не было большого опыта в этой технике, изображения не удовлетворили заказчика.
В Риме Пьетро Теста писал алтарные картины для церквей, например запрестольный образ и некоторые другие работы в церкви «Святых Сильвестра и Мартина на горе» (Santi Silvestro e Martino ai Monti) и запрестольный образ в церкви «Святого Креста и Святого Бонавентуры общины лукканцев» (Chiesa di Santa Croce e San Bonaventura dei Lucchesi). Кроме того, он создал ряд картин маслом, но в основном много рисунков и офортов. Позднее некоторые мотивы «таинственных» офортов Пьетро Тесты использовал в своих картинах Франсиско Гойя.
Пьетро Теста, среди друзей которого были художники Пьер Франческо Мола и Никола Пуссен, был человеком глубокого нрава; по словам Дж. Б. Пассери, он был «благородным и возвышенным гением и очень склонен к мирской мудрости».
Жизнь Пьетро Тесты оборвалась трагически: он утонул весной 1650 года во время наводнения в Тибре у Виа делла Лунгара в районе Трастевере в Риме.
В Италии известны и другие художники под фамилией Теста: живописец из Неаполя Франческо Теста (ок. 1650—ок. 1738), архитекторы-декораторы, братья Джованни и Паскуале Теста из Пармы (вт. пол. XVI в.), живописец Томмазо Франческо Tеста (1867—1934).

## Галерея

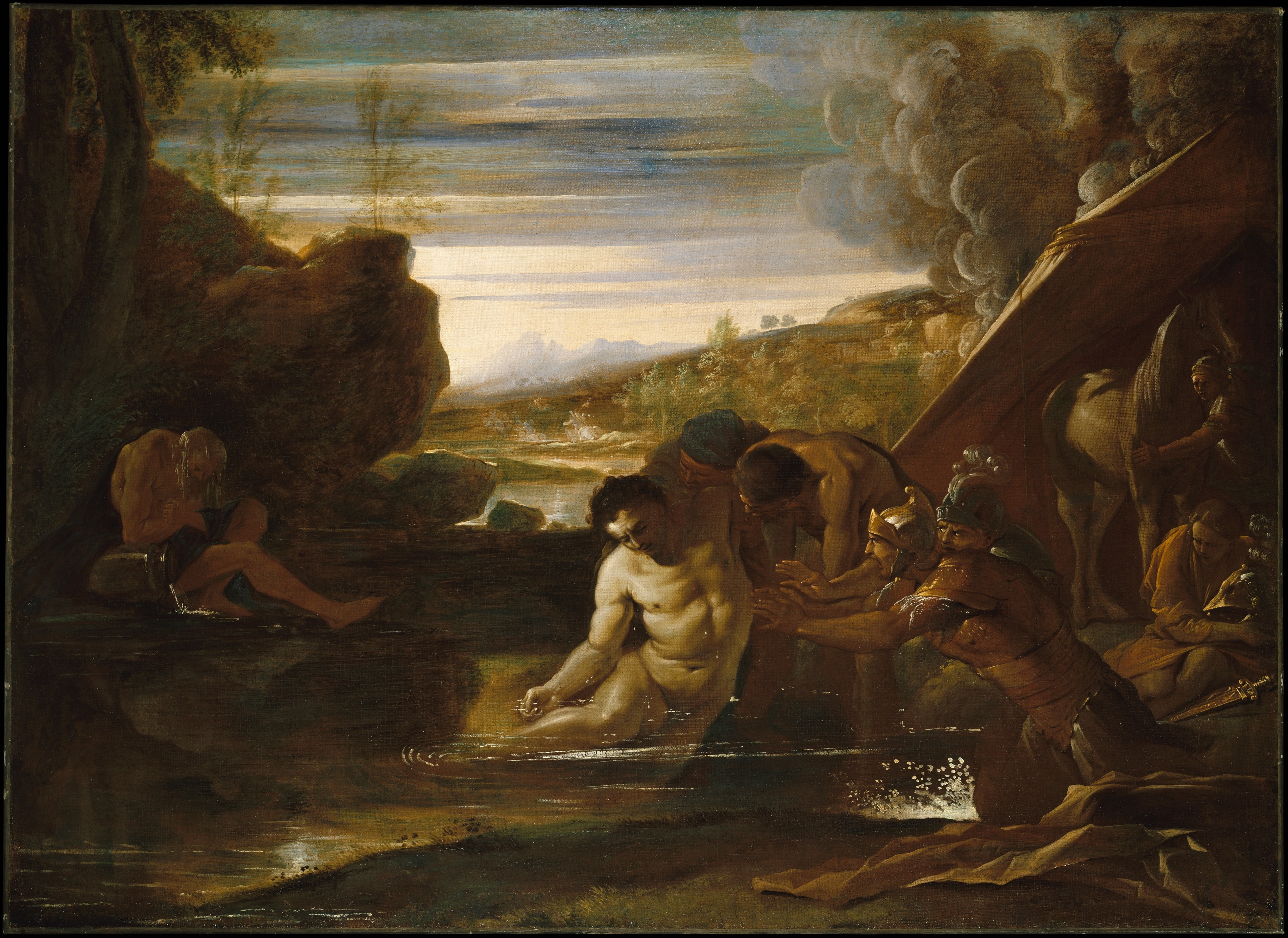
Спасение Александра Македонского из реки Кидн. Ок. 1650 г. Холст, масло. Метрополитен-музей, Нью-Йорк
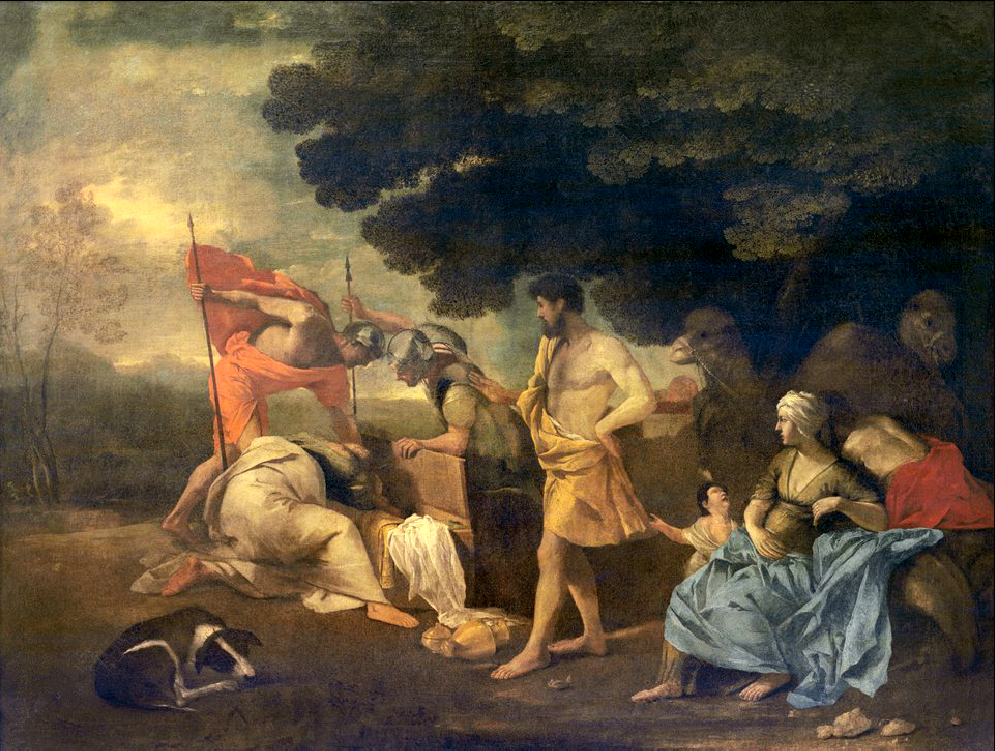
Рахиль прячет идолов Лавана. Ок. 1630 г. Холст, масло. Галерея дворца Сан-Суси, Потсдам
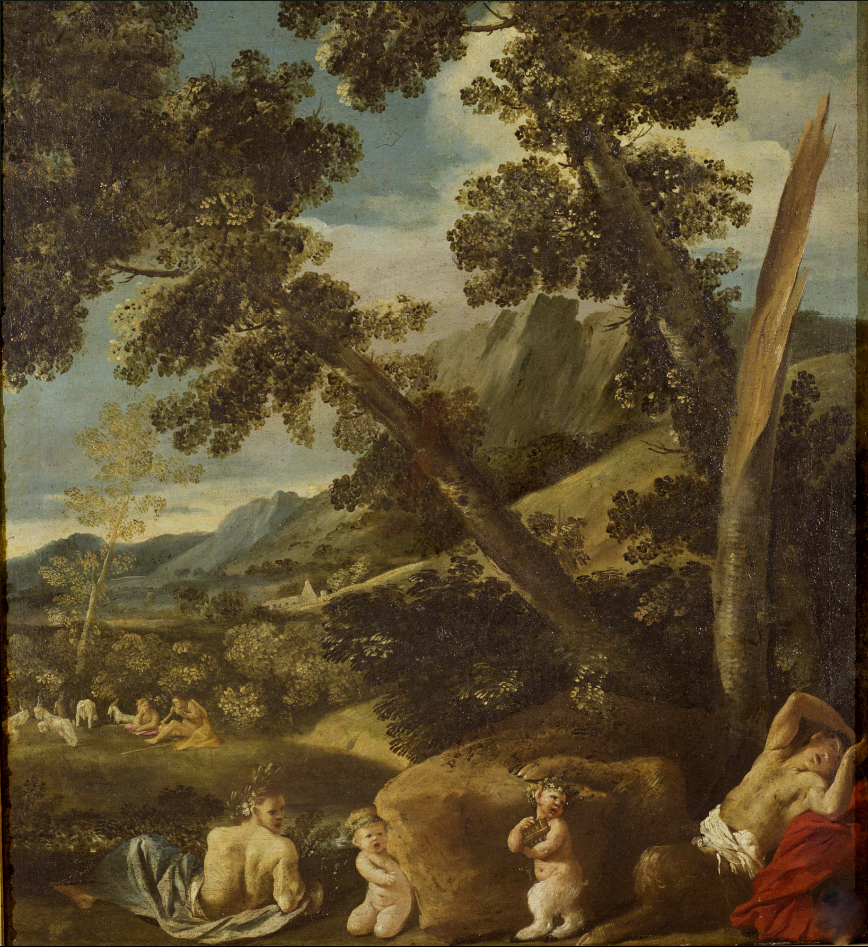
Пейзаж с сатирами. Ок. 1630 г. Холст, масло. Галерея Корсини, Рим
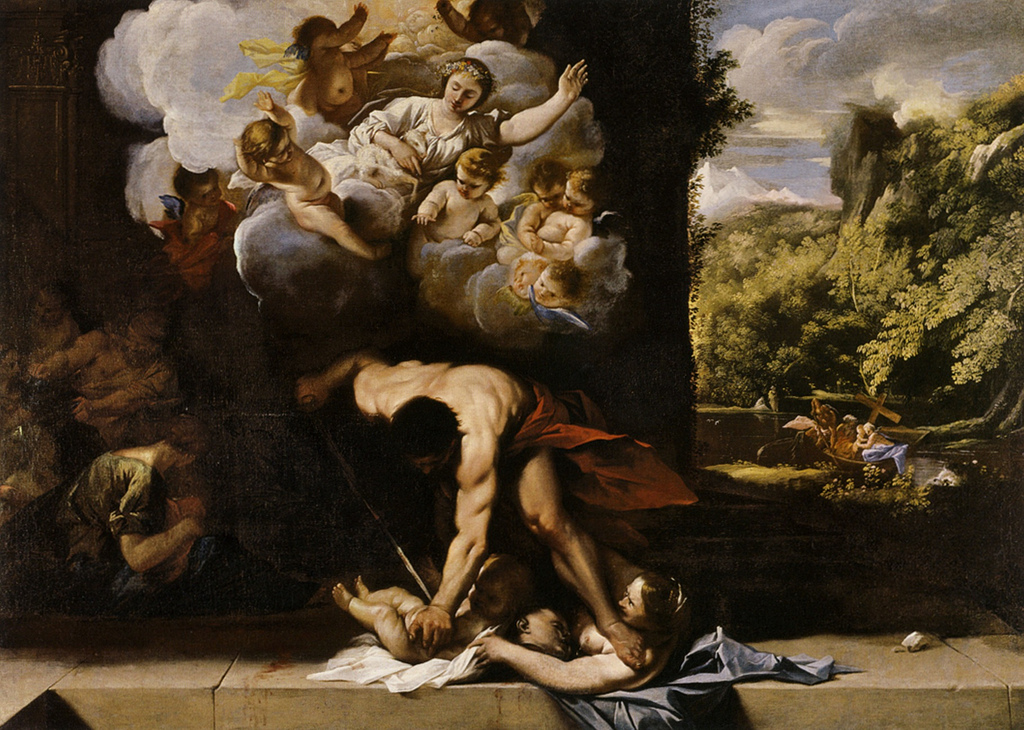
Аллегория умертвления невинных младенцев. Ок. 1640 г. Холст, масло. Галерея Спада, Рим
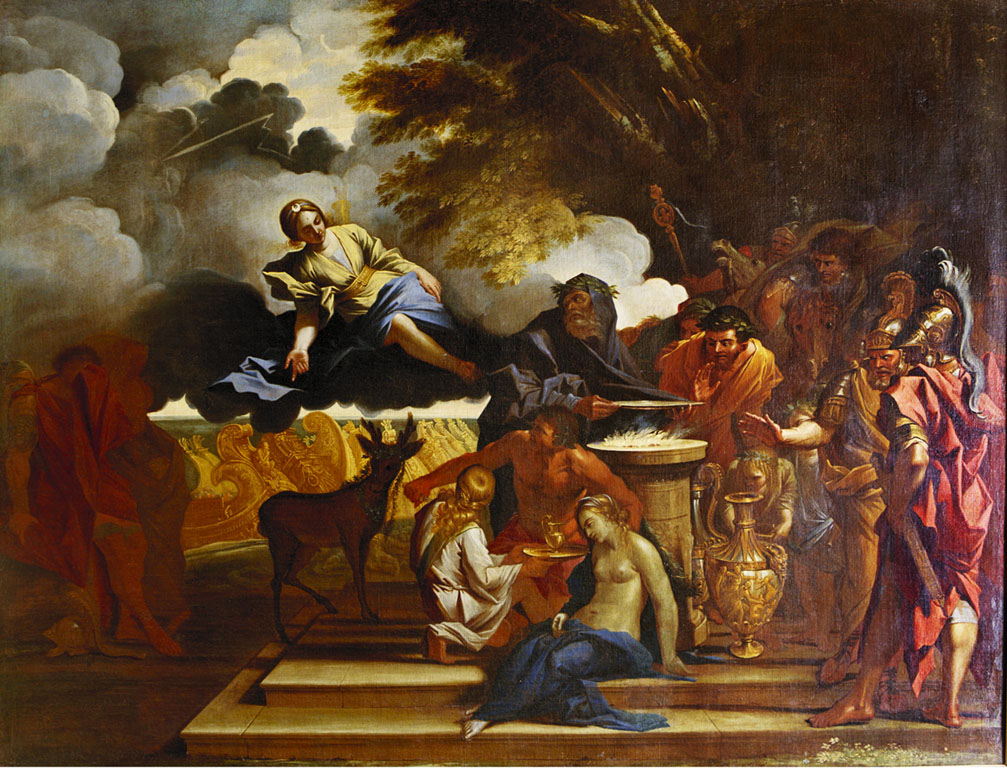
Жертвоприношение Ифигении. 1640. Холст, масло. Галерея Спада, Рим
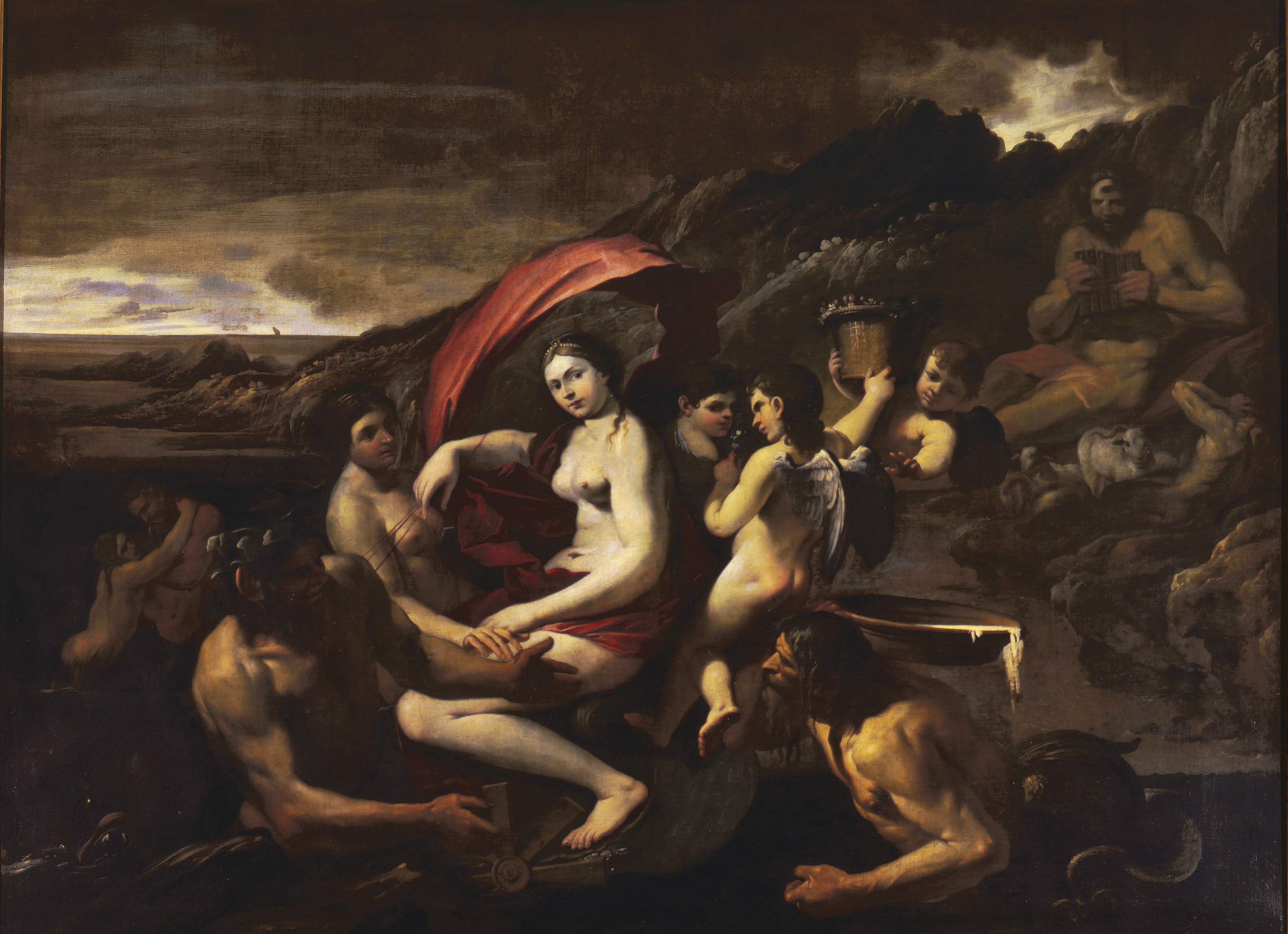
Триумф Галатеи. Ок. 1640. Холст, масло. Палаццо Манси, Лукка
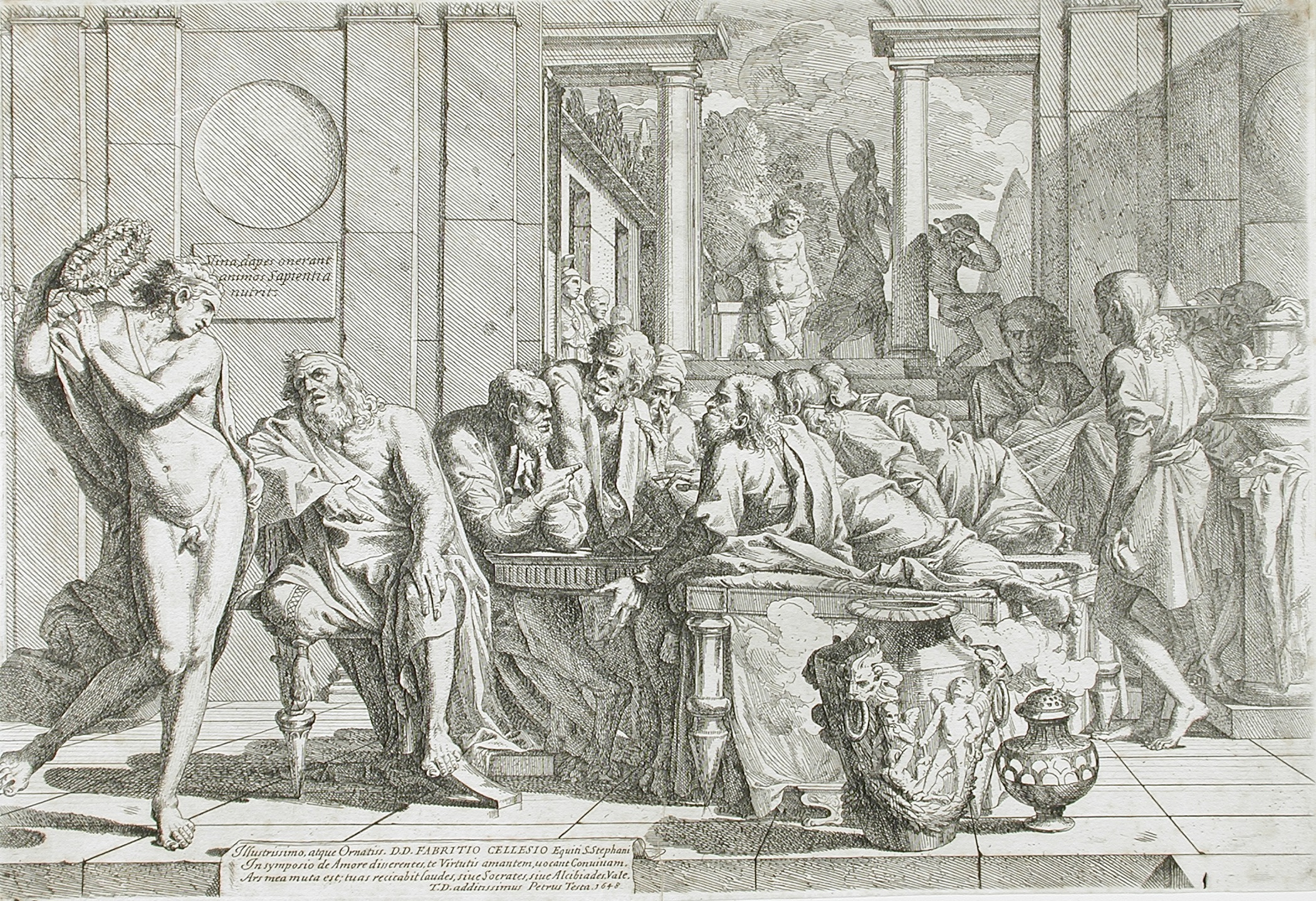
Симпосиум у Платона. 1648. Офорт